# Amílcar Cabral
Amílcar Cabral (født 21. september 1924, død 20. januar 1973) var en afrikansk agronom, skribent og guerillaleder. Født i Bafata, Guinea-Bissau, men søn af kapverdere. Uddannet i Lissabon, Portugal, hvor han kom i kontakt med afrikanske nationalistbevægelser. Han var med til at stifte og lede Partido Africano da Independência da Guiné e Cabo Verde (PAIGC), som blandt andet drev væbnet modstandskamp mod den portugisiske kolonimagt i portugisisk Guinea (Guinea-Bissau) og Kap Verde. Hans bror Luís Cabral var præsident i Guinea-Bissau.
Lufthavnen på den kapverdiske ø Sal, Amílcar Cabral International Airport er opkaldt efter ham.